# Taylor (Name)
Taylor ist ein Vor- und Familienname.

## Herkunft und Bedeutung
Der Name stammt aus der englischen Sprache und bedeutet übersetzt Schneider. Es handelt sich somit um einen Berufsnamen.

## Verbreitung
Der Name ist im englischsprachigen Raum weit verbreitet.

## Namensträger

### Weiblicher Vorname
- Taylor Caldwell (1900–1985), US-amerikanische Schriftstellerin britischer Herkunft
- Taylor Dayne (* 1962), US-amerikanische Sängerin
- Taylor Momsen (* 1993), US-amerikanische Schauspielerin
- Taylor Rain (* 1981), US-amerikanische Pornodarstellerin
- Taylor Schilling (* 1984), US-amerikanische Schauspielerin
- Taylor Spreitler (* 1993), US-amerikanische Schauspielerin
- Taylor St. Claire (* 1969), US-amerikanische Pornodarstellerin
- Taylor Swift (* 1989), US-amerikanische Country-Pop-Sängerin
- Taylor Tomlinson (* 1993), US-amerikanische Stand-up-Comedienne
- Taylor Vancil (* 1991), US-amerikanische Fußballspielerin
- Taylor Wane (* 1968), britische Pornodarstellerin
- Taylor Ware (* 1994), US-amerikanische Sängerin und Jodlerin

### Männlicher Vorname
- Taylor Decker (* 1993), US-amerikanischer Footballspieler
- Taylor Fedun (* 1988), kanadischer Eishockeyspieler
- Taylor Hackford (* 1944), US-amerikanischer Filmregisseur und Produzent
- Taylor Hanson (* 1983), US-amerikanischer Musiker
- Taylor Hawkins (1972–2022), US-amerikanischer Schlagzeuger
- Taylor Kinney (* 1981), US-amerikanischer Schauspieler und Model
- Taylor Lautner (* 1992), US-amerikanischer Schauspieler
- Taylor Mac (* 1973), US-amerikanischer Schauspieler und Dramatiker
- Taylor Mead (1924–2013), US-amerikanischer Schauspieler und Experimentalfilmer
- Taylor Paur (* 1988), US-amerikanischer Pokerspieler
- Taylor Wilson (* 1994), US-amerikanischer Kernforscher
- Taylor Worth (* 1991), australischer Bogenschütze
- Taylor Harry Fritz (* 1997)

US-amerikanischer Tennisspieler

### Familienname

#### A
- Aaron Taylor-Johnson (* 1990), britischer Schauspieler
- Aaron Taylor-Sinclair (* 1991), antiguanischer Fußballspieler
- Abner Taylor (1829–1903), US-amerikanischer Politiker
- Adam Taylor (Fotograf), australischer Fotograf
- Adam Taylor (Schauspieler, 1942) (1942–2017), US-amerikanischer Schauspieler
- Adam Taylor (Musikproduzent), US-amerikanischer Musikproduzent
- Adam Taylor (Eishockeyspieler) (* 1984), kanadischer Eishockeyspieler
- Adam Taylor (Tennisspieler) (* 1991), australischer Tennisspieler
- Adam Taylor (Schachspieler) (* 1998), englischer Schachspieler
- Adam Taylor (Schauspieler, 2000er) (* nach 2000), US-amerikanischer Schauspieler
- Alan Taylor (Richter) (1901–1969), australischer Richter
- Alan Taylor (Moderator) (1924–1997), walisischer Fernsehmoderator
- Alan Taylor (Fußballspieler, 1943) (* 1943), englischer Fußballtorhüter
- Alan Taylor (Fußballspieler, 1953) (* 1953), englischer Fußballspieler
- Alan Taylor (Historiker) (* 1955), US-amerikanischer Historiker
- Alan Taylor (Volleyballspieler), kanadischer Volleyballspieler
- Alan Taylor (Regisseur) (* 1965), US-amerikanischer Regisseur
- Alan Taylor (Rennfahrer) (* 1966), britischer Autorennfahrer
- Alan D. Taylor (* 1947), US-amerikanischer Mathematiker
- Alan J. P. Taylor (1906–1990), britischer Historiker
- Albert Taylor (1911–1988), kanadischer Ruderer
- Albert H. Taylor (1879–1961), US-amerikanischer Elektroingenieur
- Alex Taylor (* 1947), US-amerikanischer Bluesrock-Musiker
- Alexander Wilson Taylor (1815–1893), US-amerikanischer Politiker
- Alfred Taylor (Tennisspieler) (A. E. M. Taylor), britischer Tennisspieler und -funktionär
- Alfred A. Taylor (1848–1931), US-amerikanischer Politiker (Tennessee)
- Alfred Dundas Taylor (1825–1898), britischer Marineoffizier und Architekt
- Alfred Edward Taylor (1869–1945), britischer Philosoph
- Allan Taylor (Offizier) (1919–2004), britischer Heeresoffizier, Generalleutnant
- Allan Taylor (Beamter) (* 1941), ehemaliger Diplomat und ehemaliger Leiter des Australian Secret Intelligence Service
- Allan Taylor (Musiker) (* 1945), britischer Singer-Songwriter
- Allan Taylor (Snookerspieler) (* 1984), englischer Snookerspieler
- Ally Taylor (* 2001), schottischer Fußballspieler
- Alma Taylor (1895–1974), britische Schauspielerin
- Alontae Taylor (* 1998), US-amerikanischer American-Football-Spieler
- Andrew Taylor (Bergsteiger) (1875–1945), kanadischer Bergsteiger
- Andrew Taylor (Schriftsteller) (* 1951), britischer Schriftsteller
- Andrew Taylor (Künstler) (* 1967), australischer Künstler
- Andrew Taylor (Radsportler) (* 1985), australischer Radsportler
- Andrew Taylor (Fußballspieler) (* 1986), englischer Fußballspieler
- Andrew William Harvey Taylor (* 1959), englischer Sänger und Musikproduzent, siehe Andrew Eldritch
- Andy Taylor (Musiker) (* 1961), englischer Musiker (Duran Duran, Powerstation)
- Andy Taylor (Fußballspieler, 1986) (* 1986), englischer Fußballspieler
- Andy Taylor (Fußballspieler, 1988) (* 1988), englischer Fußballspieler
- Angella Taylor; Geburtsname von Angella Issajenko (* 1958), kanadische Sprinterin
- Angelo Taylor (* 1978), US-amerikanischer Leichtathlet
- Ann Taylor (Autorin) (1757–1830), englische Autorin von Erziehungsratgebern
- Ann Taylor (Dichterin) (1782–1866), englische Dichterin und Literaturkritikerin, Tochter von Ann Taylor
- Ann Taylor (Moderatorin) (* um 1945), US-amerikanische Nachrichtensprecherin
- Ann Taylor, Baroness Taylor of Bolton (* 1947), britische Politikerin (Labour Party)
- Ann Bonfoey Taylor (1910–2007), US-amerikanische Pilotin, Modeschöpferin und Fotomodel
- Anna Diggs Taylor (1932–2017), US-amerikanische Juristin
- Annette Worsley-Taylor († 2015), britische Modemessenveranstalterin
- Annie Taylor (1838–1921), US-amerikanische Lehrerin und Abenteurerin
- Annika Taylor (* 1993), britische Skilangläuferin
- Anthony Taylor (Wasserspringer) (1882–1932), britischer Wasserspringer
- Anthony Taylor (Fußballtrainer) (* 1946), US-amerikanischer Fußballtrainer
- Anthony Taylor (Basketballspieler) (* 1965), US-amerikanischer Basketballspieler
- Anthony Taylor, eigentlicher Name von Charnell (* 1978), deutscher Rapper
- Anthony Taylor (Schiedsrichter) (* 1978), englischer Fußballschiedsrichter
- Anthony Taylor (Basketballtrainer), US-amerikanischer Basketballtrainer
- Anthony Basil Taylor (* 1954), US-amerikanischer Geistlicher, Bischof von Little Rock
- Anya Taylor-Joy (* 1996), argentinisch-britische Schauspielerin
- Archer Taylor (1890–1973), US-amerikanischer Germanist und Volkskundler
- Arnold Taylor (1943–1981), südafrikanischer Boxer
- Arnold Joseph Taylor (1911–2002), britischer Mittelalterhistoriker
- Art Taylor (1929–1995), US-amerikanischer Jazz-Schlagzeuger
- Art Taylor (Schriftsteller) (* 1968), US-amerikanischer Schriftsteller
- Arthur H. Taylor (1852–1922), US-amerikanischer Politiker
- Ash Taylor (* 1990), walisischer Fußballspieler
- Ashley Taylor (Eiskunstläuferin), usbekische Eiskunstläuferin
- Ashley Taylor (Schauspieler, 1968) (* 1968), australischer Schauspieler
- Ashley Taylor (Leichtathletin) (* 1995), kanadische Leichtathletin und Mittelstreckenläuferin
- Ashley Taylor (Rugbyspieler) (* 1995), australischer Rugby-League-Spieler
- Ashley Taylor (Schauspielerin, 1996) (* 1996), US-amerikanische Schauspielerin
- Ashley Taylor Dawson (* 1982), britischer Schauspieler
- Astra Taylor (* 1979), kanadische Autorin, Filmemacherin und Bürgerrechtlerin
- Aunjanue Ellis-Taylor (* 1969), US-amerikanische Schauspielerin
- Avril Coleridge-Taylor (1903–1988), britische Pianistin, Dirigentin und Komponistin

#### B
- Barbara Schneider-Taylor (1960–2018), deutsche Pädagogin, Bildungswissenschaftlerin und Hochschullehrerin
- Bayard Taylor (1825–1878), US-amerikanischer Reiseschriftsteller und Dichter
- Beau Taylor (* 1991), australischer Eishockeyspieler

- Ben Taylor (Baseballspieler, 1888) (1888–1953), US-amerikanischer Baseballspieler
- Ben Taylor (Baseballspieler, 1889) (1889–1946), US-amerikanischer Baseballspieler
- Ben Taylor (Baseballspieler, 1927) (1927–1999), US-amerikanischer Baseballspieler
- Ben Taylor (Schauspieler), Drehbuchautor und Schauspieler
- Ben Taylor (Filmregisseur), britischer Filmregisseur und -produzent
- Ben Taylor (Musiker) (* 1977), US-amerikanischer Musiker und Schauspieler
- Ben Taylor (Schiedsrichter) (* 1985), US-amerikanischer Basketballschiedsrichter
- Ben Taylor (Baseballspieler, 1992) (* 1992), US-amerikanischer Baseballspieler
- Benjamin Taylor (Schriftsteller) (* 1952), US-amerikanischer Schriftsteller
- Benjamin F. Taylor (1912–1987), US-amerikanischer Generalmajor
- Benjamin I. Taylor (1877–1946), US-amerikanischer Politiker
- Bernard Taylor, Baron Taylor of Mansfield (1895–1991), britischer Bergmann, Gewerkschafter und Politiker (Labour Party)
- Bernard Taylor (Schriftsteller) (* 1934), US-amerikanischer Schriftsteller
- Bernard Taylor (Boxer) (* 1957), US-amerikanischer Boxer
- Bernard U. Taylor (1897–1987), US-amerikanischer Musikpädagoge
- Betty Loo Taylor (1929–2016), US-amerikanische Pianistin
- Bex Taylor-Klaus (* 1994), US-amerikanische Schauspielerin
- Bill Taylor (Fußballspieler) (1886–1966), englischer Fußballspieler
- Bill Taylor (Rennfahrer) (1918–2004), US-amerikanischer Autorennfahrer
- Bill Taylor (Baseballspieler) (1929–2011), US-amerikanischer Baseballspieler
- Bill Taylor (Politiker) (* 1938), australischer Politiker
- Bill Taylor (Tricktechniker) (1944–2021), US-amerikanischer Tricktechniker
- Bill Taylor (Skirennläufer) (* 1956), US-amerikanischer Skisportler
- Billy Taylor (William Taylor Jr.; 1921–2010), US-amerikanischer Jazzpianist, Moderator und Komponist
- Billy Taylor (Bassist) (William Taylor Sr.; 1906–1986), US-amerikanischer Jazzbassist
- Billy Taylor senior (William James Taylor; 1919–1990), kanadischer Eishockeyspieler
- Billy Taylor junior (William Gordon Taylor; 1942–1979), kanadischer Eishockeyspieler und -trainer
- Bob Taylor (Fußballspieler, 1876) (Robert Taylor; 1876–1919), englischer Fußballspieler
- Bob Taylor (Fußballspieler, 1904) (Robert Taylor; 1904–1962), schottischer Fußballspieler
- Bob Taylor (1932–2017), US-amerikanischer Informatiker, siehe Robert W. Taylor
- Bob Taylor (Fußballspieler, 1936) (Robert John Taylor; * 1936), englischer Fußballspieler
- Bob Taylor (Cricketspieler, 1941) (* 1941), englischer Cricketspieler
- Bob Taylor (* um 1954), US-amerikanischer Gitarrenbauer, siehe Taylor Guitars
- Bob Taylor (kanadischer Politiker), kanadischer Politiker, Bürgermeister von Brantford, Ontario
- Bob Taylor (US-amerikanischer Politiker), US-amerikanischer Politiker, Bürgermeister von Brentwood, Kalifornien
- Bob Taylor (Fußballspieler, 1967) (Robert Taylor; * 1967), englischer Fußballspieler
- Bob Taylor (Dartspieler) (* 1960), schottischer Dartspieler
- Bob Taylor (Rugbyspieler) (* 1942), englischer Rugby-Union-Spieler
- Bobby Taylor (Eishockeyspieler) (Robert Ian Taylor; * 1945), kanadischer Eishockeytorwart und Sportkommentator
- Bobby Taylor (Footballspieler) (Robert Taylor III.; * 1973), US-amerikanischer American-Football-Spieler
- Brandon Taylor (* 1989), US-amerikanischer Schriftsteller
- Brenda Taylor (Ruderin) (* 1962), kanadische Ruderin
- Brenda Taylor (Leichtathletin) (* 1979), US-amerikanische Leichtathletin
- Brendan Taylor (* 1986), simbabwischer Cricketspieler
- Breonna Taylor (1993–2020), US-amerikanische Notfallsanitäterin, Oper eines Polizeieinsatzes, siehe Todesfall Breonna Taylor
- Bret Taylor (* 1980), US-amerikanischer Aufsichtsratsvorsitzender von OpenAI
- Brian Taylor (Produzent, 1923) (* 1923), britischer Filmproduzent und Schauspieler
- Brian Taylor (Fußballspieler, 1931) (1931–2019), englischer Fußballspieler
- Brian Taylor (Fußballspieler, 1937) (1937–2015), englischer Fußballspieler
- Brian Taylor (Fußballspieler, 1942) (* 1942), englischer Fußballspieler
- Brian Taylor (Fußballspieler, 1944) (1944–2013), englischer Fußballspieler
- Brian Taylor (Fußballspieler, 1949) (1949–1993), englischer Fußballspieler
- Brian Taylor (Basketballspieler) (* 1951), US-amerikanischer Basketballspieler
- Brian Taylor (Fußballspieler, 1954) (* 1954), englischer Fußballspieler
- Brian Taylor (Fußballspieler, 1975) (* 1975), US-amerikanischer Fußballspieler
- Brian Taylor (Filmemacher), US-amerikanischer Regisseur, Drehbuchautor und Produzent
- Brian Shawe-Taylor (1915–1999), britischer Automobilrennfahrer
- Brittany Nicole Taylor, Geburtsname von Brittany Kolmel (* 1987), US-amerikanische Fußballspielerin
- Brook Taylor (1685–1731), britischer Mathematiker
- Bryce Taylor (* 1986), US-amerikanischer Basketballspieler
- Buck Taylor (* 1938), amerikanischer Schauspieler
- Bud Taylor (1903–1962), US-amerikanischer Boxer

#### C
- Caleb Newbold Taylor (1813–1887), US-amerikanischer Politiker
- Carl Taylor (Fußballspieler, 1937), englischer Fußballspieler
- Carl Taylor (Fußballspieler, 1998) (* 1998), englischer Fußballspieler
- Carl Cleveland Taylor (1884–1975), US-amerikanischer Soziologe
- Cassie Taylor (* 1986), US-amerikanische Singer-Songwriterin, Bluesmusikerin, Musikproduzentin, Model und Modedesignerin
- Catherine Taylor (* 1989), britische Orientierungsläuferin
- Cecil Taylor (1929–2018), US-amerikanischer Jazzpianist
- Chad Taylor (Schriftsteller) (* 1964), neuseeländischer Schriftsteller
- Chad S. Taylor (US-amerikanischer Schauspieler)
- Chad Taylor (Gitarrist) (* 1970), US-amerikanischer Rockgitarrist
- Chad Taylor (Schlagzeuger) (* 1973), US-amerikanischer Jazz-Schlagzeuger
- Chanice Chase-Taylor (* 1993), kanadische Hürdenläuferin
- Charisma Taylor (* 1999), bahamaische Leichtathletin
- Charles Taylor (Philosoph) (* 1931), kanadischer Politikwissenschaftler und Philosoph
- Charles Taylor (Politiker) (* 1948), liberianischer Politiker, Staatspräsident 1997 bis 2003
- Charles H. Taylor (* 1941), US-amerikanischer Politiker
- Charles Hollis Taylor (1901–1969), US-amerikanischer Basketballspieler, siehe Chuck Taylor
- Charles Taylor junior (* 1977), US-amerikanisch-liberianischer Krimineller, Sohn des liberianischen Ex-Präsidenten Charles Taylor
- Charley Taylor (Charles Robert Taylor; 1941–2022), US-amerikanischer American-Football-Spieler und -Trainer
- Charlie Taylor (Fußballspieler, 1985) (* 1985), englischer Fußballspieler
- Charlie Taylor (Fußballspieler, 1993) (* 1993), englischer Fußballspieler
- Charlotte Taylor (* 1985), britische Ruderin
- Cherise Taylor (* 1989), südafrikanische Radrennfahrerin
- Chester Taylor (Footballspieler) (* 1979), US-amerikanischer American-Football-Spieler
- Chester W. Taylor (1883–1931), US-amerikanischer Politiker
- Chip Taylor (James W. Voight; * 1940), US-amerikanischer Songwriter
- Chris Taylor (Jazzmusiker) (* 1929), britischer Jazzmusiker
- Chris Taylor (Ingenieur) (* 1943), britischer Ingenieur
- Chris Taylor (Ringer) (1950–1979), US-amerikanischer Ringer
- Chris Taylor (Ruderer) (* 1966), kanadischer Ruderer
- Chris Taylor (Spieleentwickler), kanadischer Spieleentwickler und Unternehmer
- Chris Taylor (Eishockeyspieler) (* 1972), kanadischer Eishockeyspieler
- Chris Taylor (Komiker) (* 1974), australischer Komiker
- Chris Taylor (Bassist) (* 1981), US-amerikanischer Musiker und Produzent, Bassist bei Grizzly Bear (Band)
- Chris Taylor (Fußballspieler, 1985) (* 1985), englischer Fußballspieler
- Chris Taylor (Fußballspieler, 1986) (* 1986), englischer Fußballspieler
- Chris Taylor (Baseballspieler) (* 1990), US-amerikanischer Baseballspieler
- Chris Taylor (Snookerspieler), englischer Snookerspieler
- Christian Taylor (Drehbuchautor) (* 1968), US-amerikanischer Drehbuchautor
- Christian Taylor (Pornodarsteller) (* 1980), US-amerikanischer Pornodarsteller
- Christian Taylor (Leichtathlet) (* 1990), US-amerikanischer Dreispringer
- Christian Kamara-Taylor (1917–1985), sierra-leonischer Politiker
- Christina Taylor (* 1992), neuseeländische Leichtathletin
- Christopher Taylor (Fußballspieler) (1904–??), englischer Fußballspieler
- Christopher Taylor (Historiker) (1935–2021), britischer Archäologe
- Christopher Taylor, britischer Singer-Songwriter und Musikproduzent, siehe SOHN
- Christopher Taylor (Leichtathlet) (* 1999), jamaikanischer Leichtathlet
- Christopher Taylor (Politiker) (* 1967), US-amerikanischer Politiker, Bürgermeister von Ann Arbor
- Christopher Taylor (Pianist), zeitgenössischer US-amerikanischer Pianist
- Christopher Charles Whiston Taylor (* 1936), britischer Philosophiehistoriker
- Christopher J. Taylor (1950–1979), amerikanischer Ringer, siehe Chris Taylor (Ringer)
- Christopher Suenson-Taylor, 3. Baron Grantchester (* 1951), britischer Peer und Labour Politiker
- Christine Taylor (* 1971), US-amerikanische Schauspielerin
- Chuck Taylor (1901–1969), US-amerikanischer Basketballspieler
- Clarice Taylor (1917–2011), US-amerikanische Schauspielerin
- Clementia Taylor (1810–1908), englisch-britische Frauenrechtsaktivistin und Abolitionistin
- Codie Taylor (* 1991), neuseeländischer Rugby-Union-Spieler
- Constance Lindsay Taylor (1907–2000), britische Schriftstellerin
- Corey Taylor (* 1973), US-amerikanischer Rocksänger
- Cory Taylor (1955–2016), australische Schriftstellerin
- Creed Taylor (1929–2022), US-amerikanischer Musikproduzent

#### D
- D. J. Taylor (* 1960), britischer Schriftsteller und Literaturkritiker
- Dale Taylor (* 2003), nordirischer Fußballspieler
- Dallas Taylor (1948–2015), US-amerikanischer Schlagzeuger
- Dan Taylor (Cricketspieler) (1887–1957), südafrikanischer Cricketspieler
- Dan Taylor (Kugelstoßer) (* 1982), US-amerikanischer Kugelstoßer
- Daniel Taylor (Sänger) (* 1969), kanadischer Sänger (Countertenor)
- Daniel Taylor (Leichtathlet) (* 1982), US-amerikanischer Kugelstoßer
- Danny Taylor (Eishockeyspieler) (Daniel Taylor; * 1986), belarussisch-kanadischer Eishockeytorwart
- Danny Gordon Taylor (Dan Taylor; 1950–2019), US-amerikanischer Filmtechniker für visuelle Effekte
- Dave Taylor (Posaunist) (* 1944), US-amerikanischer Posaunist
- Dave Taylor (Fußballspieler), neuseeländischer Fußballspieler
- Dave Taylor (Bassist) (* 1953), britischer Bassist
- Dave Taylor (Eishockeyspieler) (* 1955), kanadischer Eishockeyspieler
- Dave Taylor (Wrestler) (* 1957), britischer Wrestler
- Dave Taylor (Leichtathlet) (* 1957), irischer Leichtathlet
- Dave Taylor (Comiczeichner) (* 1964), britischer Comic-Zeichner
- Dave Taylor, bekannt als Switch (DJ), britischer DJ, Songwriter und Produzent
- Dave D. Taylor, US-amerikanischer Computerspiel-Programmierer
- David Taylor (Fußballspieler, 1883) (1883–1949), schottischer Fußballspieler und -trainer
- David Taylor (Tiermediziner) (1934–2013), britischer Tiermediziner, Autor und Fernsehmoderator
- David Taylor (Snookerspieler) (* 1943), englischer Snookerspieler
- David Taylor (* 1944), US-amerikanischer Jazzposaunist, siehe Dave Taylor (Posaunist)
- David Taylor (Politiker, 1946) (1946–2009), britischer Politiker
- David Taylor (Fußballfunktionär) (1954–2014), schottischer Anwalt und Fußballfunktionär
- David Taylor (Leichtathlet) (* 1964), britischer Marathonläufer
- David Taylor (Fußballspieler, 1965) (* 1965), walisischer Fußballspieler
- David Taylor (Politiker, 1969) (* 1969), US-amerikanischer Politiker
- David Taylor (Politiker, 1972) (* 1972), US-amerikanischer Politiker
- David Taylor (Schauspieler) (* 1982), neuseeländischer Schauspieler
- David Taylor (Basketballspieler) (* 1995), deutscher Basketballspieler
- David Taylor (Fernsehproduzent), australischer Fernsehproduzent
- David John Taylor (* 1960), britischer Schriftsteller und Literaturkritiker, siehe D. J. Taylor
- David Morris Taylor (* 1990), US-amerikanischer Ringer
- David S. Taylor (* 1958), US-amerikanischer Manager
- David Watson Taylor (1864–1940), US-amerikanischer Schiffsbauingenieur und Konteradmiral
- Dean P. Taylor (1902–1977), US-amerikanischer Politiker
- Dedric Taylor (* 1975), US-amerikanischer Basketballschiedsrichter
- Deems Taylor (1885–1966), US-amerikanischer Komponist, Kritiker und Rundfunkmoderator
- Dendrie Taylor, US-amerikanische Schauspielerin

- Dennis Taylor (* 1949), nordirischer Snookerspieler
- Dennis Taylor (Rennfahrer) (1921–1962), britischer Automobilrennfahrer
- Dennis Taylor (Musiker) (1953–2010), US-amerikanischer Saxophonist
- Dennis E. Taylor, kanadischer Science-Fiction-Schriftsteller
- Dennis W. Taylor, US-amerikanischer Talentscout
- Deon Taylor (* 1976), US-amerikanischer Drehbuchautor, Filmregisseur und Filmproduzent
- Derek Taylor (Journalist) (1932–1997), britischer Journalist
- Derek Taylor (Politiker) (* 1951), Chief Minister der Turks- und Caicosinseln
- Derek Taylor (Sänger) (* 1975), US-amerikanischer Sänger (Tenor)
- Derrick Taylor (* 1963), US-amerikanischer Basketballspieler und -trainer
- Deryck Taylor (* 1939), jamaikanischer Weitspringer, Dreispringer und Hürdenläufer
- Dick Taylor (Fußballspieler, 1891) (Hiram Alfred Taylor; 1891–1962), englischer Fußballspieler
- Dick Taylor (Fußballspieler, 1918) (Richard Eric Taylor; 1918–1995), englischer Fußballspieler und -trainer
- Dick Taylor (Fußballspieler, 1928) (Richard Marshall Taylor; * 1928), englischer Fußballspieler
- Dick Taylor (Musiker) (* 1943), britischer Musiker
- Dick Taylor (Leichtathlet) (* 1945), britischer Langstreckenläufer
- Dion Taylor (* 1982), Fußballspieler für St. Kitts & Nevis
- Dom Taylor (* 1998), englischer Dartspieler
- Don Taylor (1920–1998), US-amerikanischer Schauspieler und Filmregisseur
- Donald Wood Taylor (1900–1955), US-amerikanischer Bauingenieur und Hochschullehrer
- Dub Taylor (1907–1994), US-amerikanischer Schauspieler
- Duncan Taylor (* 1989), schottischer Rugby-Union-Spieler
- Dylan Taylor, US-amerikanischer Jazzmusiker und Komponist

#### E
- E. Don Taylor († 2014), jamaikanischer Geistlicher, Bischof der Virgin Islands
- Easton Taylor-Farrell, montserratischer Politiker
- Eddie Taylor (Billardspieler) (1918–2005), US-amerikanischer Poolbillardspieler
- Eddie Taylor (Gitarrist) (1923–1985), US-amerikanischer Blues-Gitarrist
- Eddie Taylor (Schlagzeuger) (1929–2022), britischer Jazzmusiker
- Edouard Taylor (1880–1903), britischer Radsportler
- Edward Taylor (Dichter) (1641–1729), amerikanischer Dichter
- Edward Taylor (Musiker) (1784–1863), englischer Musikschriftsteller
- Edward Taylor (Soldat) (um 1812–1836), US-amerikanischer Soldat
- Edward Taylor (Drehbuchautor), US-amerikanischer Drehbuchautor
- Edward Taylor (Komponist), US-amerikanischer Komponist
- Edward Taylor, eigentlicher Name von Kingsize Taylor (1939–2023), britischer Rock-Musiker
- Edward C. Taylor (1923–2017), US-amerikanischer Chemiker
- Edward Harrison Taylor (1889–1978), US-amerikanischer Zoologe
- Edward L. Taylor (1869–1938), US-amerikanischer Politiker
- Edward MacMillan Taylor (* 1937), britischer Politiker
- Edward T. Taylor (1858–1941), US-amerikanischer Politiker
- Edwin F. Taylor (1931–2025), US-amerikanischer Physiker
- Effie J. Taylor (1874–1970), kanadische Krankenschwester und Präsidentin des International Council of Nurses
- Elaine Taylor (Schauspielerin) (* 1943), britische Schauspielerin
- Elaine Taylor (Politikerin) (* 1967), kanadische Politikerin
- Elana Meyers Taylor (* 1984), US-amerikanische Bobsportlerin
- Eliza Taylor (* 1989), australische Schauspielerin
- Elizabeth Best Taylor (1868–1941), neuseeländische Vertreterin der Abstinenzbewegung, Community Leader, Sozialreformerin und von 1926 bis 1935 die Präsidentin der Women’s Christian Temperance Union New Zealand
- Elizabeth Taylor (Liz Taylor; 1932–2011), britisch-US-amerikanische Schauspielerin
- Elizabeth Taylor (Malerin) (1856–1932), US-amerikanische Malerin, Botanikerin, Journalistin und Globetrotterin
- Elizabeth Taylor (Schriftstellerin) (1912–1975), britische Schriftstellerin
- Elizabeth Taylor (Leichtathletin) (1916–1977), kanadische Hürdenläuferin
- Emily Drayton Taylor (1860–1952), amerikanische Miniaturmalerin
- Emmett Taylor (* 1947), US-amerikanischer Sprinter
- Eric Taylor (Drehbuchautor) (1897–1952), US-amerikanischer Drehbuchautor
- Eric Taylor (um 1930–1984), britischer Politiker (Conservative Party), siehe Bombenanschlag auf das Grand Hotel in Brighton
- Eric Taylor (Musiker) (1949–2020), US-amerikanischer Singer-Songwriter
- Eric Taylor (Basketballspieler, 1969) (* 1969), US-amerikanischer Basketballspieler
- Eric Taylor (Basketballspieler, 1976) (* 1976), US-amerikanischer Basketballspieler
- Erin Taylor-Talcott (* 1978), US-amerikanische Leichtathletin
- Ernie Taylor (1925–1985), englischer Fußballspieler
- Estelle Taylor (1894–1958), US-amerikanische Schauspielerin
- Eva Taylor (Sängerin) (1895–1977), US-amerikanische Blues- und Jazzsängerin
- Eva G. R. Taylor (1879–1966), britische Wissenschaftshistorikerin und Geographin
- Eva Haraszti-Taylor (1923–2005), ungarische Historikerin
- Evan Taylor (* 1989), jamaikanischer Fußballspieler
- Ezra B. Taylor (1823–1912), US-amerikanischer Politiker

#### F
- Fabian Taylor (* 1980), jamaikanischer Fußballspieler
- Felicia Taylor (* 1951), Gospel-Sängerin
- Florence Mary Taylor (1879–1969), australische Bauzeichnerin, Architektin und Journalistin
- Forrest Taylor (1883–1965), US-amerikanischer Schauspieler
- Francis Taylor (Märtyrer) (um 1550–1621), irischer Märtyrer
- Francis Taylor, Baron Taylor of Hadfield (1905–1995), britischer Unternehmer
- Francis Lenn Taylor (1897–1968), US-amerikanischer Kunsthändler
- Frank Taylor (Fußballspieler, 1887) (1887–1928), englischer Fußballspieler (Lincoln City)
- Frank Taylor (Fußballspieler, 1901) (1901–1973), englischer Fußballspieler (Bournemouth, Gillingham)
- Frank Taylor (Boxer), britischer Boxer
- Frank Taylor (Politiker) (1914–1998), irischer Politiker
- Frank Taylor (Fußballspieler, 1916) (1916–1970), englischer Fußballspieler (Wolverhampton Wanderers)
- Frank Taylor (Fußballspieler, 1923) (* 1923), nordirischer Fußballspieler
- Frank Taylor (Rennfahrer), britischer Motorradrennfahrer
- Frank Augustus Taylor (1903–2007), US-amerikanischer Kurator und Museumsleiter
- Frank Bursley Taylor (1860–1938), US-amerikanischer Geologe
- Frank Sherwood Taylor (1897–1956), britischer Wissenschaftshistoriker
- Franklin Taylor (1843–1919), englischer Pianist und Musikpädagoge

- Fred Taylor (Fußballspieler) (1882–1954), englischer Fußballspieler
- Fred Taylor (Radsportler) (1890–1968), US-amerikanischer Radrennfahrer
- Fred Taylor (Basketballtrainer) (1924–2002), US-amerikanischer Basketballtrainer
- Fred Taylor (Footballspieler) (* 1976), US-amerikanischer Footballspieler
- Fred Herbert Taylor (1910–2006), US-amerikanischer Botaniker
- Fred M. Taylor, US-amerikanischer Ökonom
- Freddy Taylor, US-amerikanischer Sänger, Trompeter und Bandleader
- Frederick Taylor (Siedler) (1810–1872), britischer Siedler und Mörder, siehe Murdering-Gully-Massaker
- Frederick Taylor (Mediziner) (1847–1920), britischer Mediziner
- Frederick Taylor (Historiker) (* 1947), britischer Historiker
- Frederick Winslow Taylor (1856–1915), US-amerikanischer Ingenieur und Arbeitswissenschaftler
- Fredrick Monroe Taylor (1901–1988), US-amerikanischer Jurist und Politiker

#### G
- Gabriella Taylor (* 1998), britische Tennisspielerin
- Gardner C. Taylor (1918–2015), US-amerikanischer Prediger
- Gareth Taylor (* 1973), walisischer Fußballspieler
- Gary Taylor (Sprachwissenschaftler) (* 1953), britischer Anglist und Literaturwissenschaftler
- Gary Taylor (Gewichtheber) (* 1961), britischer Gewichtheber und Strongman
- Gary Taylor-Fletcher (* 1981), englischer Fußballspieler
- Gavin Taylor († 2013), britischer Regisseur
- Gene Taylor (Politiker, 1928) (1928–1998), US-amerikanischer Politiker (Missouri)
- Gene Taylor (Bassist) (1929–2001), US-amerikanischer Jazz-Bassist
- Gene Taylor (Pianist) (1952–2021), US-amerikanischer Blues- und Boogie-Woogie-Pianist
- Gene Taylor (Politiker, 1953) (* 1953), US-amerikanischer Politiker (Mississippi)
- Geoff Taylor (Fußballspieler) (* 1923), englischer Fußballspieler
- Geoff Taylor (Illustrator) (* 1946), britischer Illustrator
- Geoffrey Taylor (Ruderer) (1890–1915), kanadischer Ruderer
- Geoffrey Ingram Taylor (1886–1975), britischer Physiker
- George Taylor (Politiker, um 1716) (um 1716–1781), irisch-amerikanischer Metallarbeiter, Unterzeichner der Unabhängigkeitserklärung für Pennsylvania
- George Taylor (Soldat) (um 1816–1836), US-amerikanischer Soldat
- George Taylor (Politiker, 1820) (1820–1894), US-amerikanischer Politiker
- George Taylor (1837–1909), deutscher Theologe und Schriftsteller, siehe Adolf Hausrath
- George Taylor (Politiker, 1840) (1840–1919), kanadischer Politiker
- George Taylor (Botaniker) (1904–1993), schottischer Botaniker
- George Augustine Taylor (1872–1928), australischer Journalist und Erfinder
- George Keith Taylor (1769–1815), US-amerikanischer Politiker und Jurist
- George Ledwell Taylor (1788–1873), englischer Architekt
- George W. Taylor (1849–1932), US-amerikanischer Rechtsanwalt und Politiker
- George Taylor (Schauspieler) (1900–1970), US-amerikanischer Schauspieler
- Georgia Taylor (* 1980), englische Schauspielerin
- Georgia Taylor-Brown (* 1994), britische Triathletin
- Gerald Taylor (Fußballspieler) (* 2001), costa-ricanischer Fußballspieler
- Gilbert Taylor (1914–2013), britischer Kameramann
- Giles Taylor, britischer Fahrzeugdesigner von Jaguar und Rolls-Royce
- Gladys Taylor (* 1953), britische Leichtathletin
- Glen A. Taylor (* 1941), US-amerikanischer Unternehmer und Politiker
- Glen H. Taylor (1904–1984), US-amerikanischer Politiker und Unternehmer
- Gordon Rattray Taylor (1911–1981), britischer Schriftsteller und Journalist
- Grace Oladunni Taylor (* 1937), nigerianische Biochemikerin
- Graham Taylor (1944–2017), englischer Fußballspieler und -trainer
- Graham P. Taylor (* 1958), britischer Schriftsteller
- Greg Taylor (Drehbuchautor) (* 1951), US-amerikanischer Autor
- Greg Taylor (Politiker), US-amerikanischer Politiker
- Greg Taylor (Fußballspieler) (* 1997), schottischer Fußballspieler

#### H
- Hannah Taylor-Gordon (* 1987), britische Schauspielerin
- Harriet Taylor (* 1994), britische Ruderin
- Harry Taylor (Ingenieur) (1862–1930), US-amerikanischer Pionieroffizier (Generalmajor)
- Harry Taylor (Fußballspieler, 1874) (1874–1955), englischer Fußballspieler
- Harry Taylor (Fußballspieler, 1888) (1888–??), englischer Fußballspieler
- Harry Taylor (Fußballspieler, 1889) (Henry George Taylor; 1889–1960), englischer Fußballspieler
- Harry Taylor (Fußballspieler, 1893) (1893–1974), englischer Fußballspieler
- Harry Taylor (Fußballspieler, Nelson), englischer Fußballspieler
- Harry Taylor (Manager) (1904/1905–2007), britischer Industriemanager
- Harry Taylor (Fußballspieler, 1912) (1912–??), englischer Fußballspieler
- Harry Taylor (Skirennläufer) (Harold Taylor; * 1924), britischer Skirennläufer
- Harry Taylor (Eishockeyspieler) (1926–2009), kanadischer Eishockeyspieler
- Harry Taylor (Fußballspieler, 1935) (John Harold Taylor; 1935–2017), englischer Fußballspieler
- Harry Taylor (Schwimmer) (* 1968), kanadischer Schwimmer
- Harry Taylor (Fußballspieler, 1997) (* 1997), englischer Fußballspieler
- Harry Samuel Taylor (1873–1932), australischer Journalist und Unternehmer
- Hawk Taylor (1939–2012), US-amerikanischer Baseballspieler
- Helen Taylor (Feministin) (1831–1907), englische Frauenrechtlerin
- Helen Taylor (Schriftstellerin) (1876–1943), englische Lyrikerin
- Helen Taylor (Komponistin) (1915–1950), US-amerikanische Komponistin
- Helen Taylor (Tennisspielerin), australische Tennisspielerin
- Helen Taylor (Tennisspielerin, 1954) (* 1954), australische Tennisspielerin
- Helen Taylor (Windsor) (* 1964), Tochter von Edward Windsor, 2. Duke of Kent
- Hemi Taylor (* 1963), walisischer Rugby-Union-Spieler
- Henry Taylor (Dramatiker) (1800–1886), britischer Dramatiker
- Henry Taylor (Schwimmer) (1885–1951), britischer Schwimmer
- Henry Taylor (Rennfahrer) (1932–2013), britischer Automobilrennfahrer und Geschäftsmann
- Henry Martyn Taylor (1842–1927), britischer Mathematiker
- Henry Milton Taylor (1903–1994), bahamaischer Politiker, Generalgouverneur der Bahamas
- Henry Osborn Taylor (1856–1941), US-amerikanischer Historiker
- Henry S. Taylor (Henry Splawn Taylor; * 1942), US-amerikanischer Lyriker und Übersetzer
- Herbert Taylor (Cricketspieler) (1889–1973), südafrikanischer Cricketspieler
- Herbert Taylor (Schwimmer) (1892–1965), US-amerikanischer Schwimmer und Wasserballspieler
- Herbert Taylor (Eisschnellläufer) (1906–1981), US-amerikanischer Eisschnellläufer
- Herbert W. Taylor (1869–1931), US-amerikanischer Politiker
- Herbie Taylor (1889–1973), südafrikanischer Cricketspieler
- Herman H. Taylor (1877–1929), US-amerikanischer Politiker
- Holland Taylor (* 1943), US-amerikanische Schauspielerin
- Holly Taylor (* 1997), US-amerikanische Schauspielerin
- Holly A. Taylor, US-amerikanische Psychologin
- Hound Dog Taylor (1915–1975), US-amerikanischer Blues-Musiker
- Howard Taylor (Tennisspieler) (1865–1920), US-amerikanischer Tennisspieler
- Howard Taylor (Segler) (1861–1925), britischer Segler

- Hoyt Patrick Taylor senior (1890–1964), US-amerikanischer Politiker
- Hoyt Patrick Taylor junior (1924–2018), US-amerikanischer Politiker
- Hudson Taylor (1832–1905), englischer Missionar
- Hugh P. Taylor (1932–2021), US-amerikanischer Geochemiker
- Hugh Page Taylor, US-amerikanischer Autor
- Hugh Stott Taylor (1890–1974), englischer Chemiker
- Hylan Anthony Taylor (* 1992), US-amerikanischer Pornodarsteller, siehe Johnny Rapid

#### I
- Ian Taylor (Hockeyspieler, 1938) (* 1938), britischer Hockeyspieler
- Ian Taylor (Politiker, 1945) (* 1945), britischer Politiker, MP
- Ian Taylor (Rennfahrer) (1947–1992), britischer Automobilrennfahrer
- Ian Taylor (Fußballspieler, 1948) (* 1948), schottischer Fußballspieler
- Ian Taylor (Politiker, 1949) (* 1949), australischer Politiker
- Ian Taylor (Hockeyspieler, 1954) (* 1954), britischer Hockeyspieler
- Ian Taylor (Fußballspieler, 1968) (* 1968), englischer Fußballspieler
- Irving Taylor (1919–1991), kanadischer Eishockeyspieler und -trainer
- Isaac H. Taylor (1840–1936), US-amerikanischer Politiker
- Isidore Taylor, Baron Taylor (1789–1879), französischer Dramatiker und Mäzen
- Isis Taylor (* 1989), US-amerikanische Pornodarstellerin und Model
- Ivy Taylor (* 1970), US-amerikanische Politikerin

#### J
- J. Alfred Taylor (James Alfred Taylor; 1878–1956), US-amerikanischer Politiker
- J. Mary Taylor (Jocelyn Mary Taylor; 1931–2019), US-amerikanische Zoologin
- J. Will Taylor (James Willis Taylor; 1880–1939), US-amerikanischer Politiker
- Jack Taylor (Fußballspieler, 1872) (John Davidson Taylor; 1872–1949), schottischer Fußballspieler
- Jack Taylor (Baseballspieler, 1873) (John Besson Taylor; 1873–1900), US-amerikanischer Baseballspieler
- Jack Taylor (Baseballspieler, 1874) (John W. Taylor; 1874–1938), US-amerikanischer Baseballspieler
- Jack Taylor (Wrestler) (1887–1956), kanadischer Wrestler und Trainer
- Jack Taylor (Fußballspieler, 1900) (John Taylor; 1900–??), englischer Fußballspieler
- Jack Taylor (Fußballspieler, 1909) (John Swinley Taylor; 1909–1964), schottischer Fußballspieler
- Jack Taylor (Fußballspieler, 1914) (John Taylor; 1914–1978), englischer Fußballspieler und -trainer
- Jack Taylor (Fußballspieler, 1924) (John Ephraim Taylor; 1924–1970), englischer Fußballspieler
- Jack Taylor (John Keith Taylor; 1930–2012), britischer Fußballschiedsrichter, siehe John Taylor (Schiedsrichter)
- Jack Taylor (Schwimmer) (Jack George Neil Taylor; 1931–1955), US-amerikanischer Schwimmer
- Jack Taylor (Schauspieler) (* 1936), US-amerikanischer Schauspieler
- Jack Taylor (Fußballspieler, 1998) (Jack Henry Philip Taylor; * 1998), irisch-englischer Fußballspieler
- Jack C. Taylor (1922–2016), US-amerikanischer Unternehmer
- Jacky Lynn Taylor (um 1926–2014), US-amerikanische Schauspielerin
- Jake Taylor (* 1991), walisischer Fußballspieler
- James Taylor (Cricketspieler, 1809) (1809–??), englischer Cricketspieler
- James Taylor (Soldat) (um 1814–1836), US-amerikanischer Soldat
- James Taylor (Cricketspieler, 1846) (1846–1915), englischer Cricketspieler
- James Taylor senior (1870–1953), irisch-US-amerikanischer Geschäftsmann
- James Taylor junior (1899–1970), US-amerikanischer Geschäftsmann und Geistlicher
- James Taylor (Cricketspieler, 1917) (1917–1993), englisch-schottischer Cricketspieler und -schiedsrichter und Rugby-Union-Spieler und -Schiedsrichter
- James Taylor (Cricketspieler, 1929), schottischer Cricketspieler
- James Taylor (* 1948), US-amerikanischer Singer-Songwriter und Gitarrist
- James Taylor (Sänger, 1966) (* 1966), US-amerikanischer Sänger (Tenor)
- James Taylor (Cricketspieler, 1974), englischer Cricketspieler
- James Taylor (Cricketspieler, 1990), englischer Cricketspieler
- James Taylor (Cricketspieler, 2001), englischer Cricketspieler
- James Arnold Taylor (* 1969), US-amerikanischer Schauspieler und Synchronsprecher
- James „JT“ Taylor (* 1953), US-amerikanischer Popsänger
- James Madison Taylor (Matt Taylor), US-amerikanischer Siedler, Brückenbauer und Unternehmer
- James Monroe Taylor (1848–1916), US-amerikanischer Geistlicher, Theologe und Hochschullehrer
- Jane Taylor (Dichterin) (1783–1824), englische Dichterin
- Jane Taylor (Journalistin) (* 1940), britische Fotografin und Journalistin
- Jane Taylor (Botanikerin), US-amerikanische Botanikerin
- Jane Taylor (Dramatikerin) (* 1956), südafrikanische Schriftstellerin und Dramatikerin
- Jane Taylor (Musikerin) (* 1972), englische Musikerin, Sängerin und Songwriterin
- Jane Taylor (Tennisspielerin) (* 1972), australische Tennisspielerin
- Janet Taylor (1804–1870), britische Astronomin und Navigationslehrerin
- Jared Taylor (* 1951), US-amerikanischer Journalist und Buchautor
- Jasmin Taylor (* 1993), britische Telemarkerin
- Jasmin Taylor (Unternehmerin) (* 1966), Unternehmerin
- Jason Taylor (Eishockeyspieler) (* 1967), kanadischer Eishockeyspieler
- Jason Taylor (Fußballspieler, 1970) (* 1970), walisischer Fußballspieler
- Jason Taylor (Rugbyspieler) (* 1971), australischer Rugbyspieler und -trainer
- Jason Taylor (Footballspieler, 1974) (* 1974), US-amerikanischer Footballspieler
- Jason Taylor (Fußballspieler, 1985) (* 1985), englischer Fußballspieler
- Jason Taylor (Fußballspieler, 1987) (* 1987), englischer Fußballspieler
- Jason Taylor (Tennisspieler) (* 1994), australischer Tennisspieler
- Jason deCaires Taylor (* 1974), britischer bildender Künstler
- Jason Taylor (Footballspieler, 1999) (* 1999), US-amerikanischer Footballspieler
- Jasper Taylor (Musiker) (1894–1964), US-amerikanischer Jazzmusiker
- Jasper Taylor (Telemarker) (* 1996), britischer Telemarker
- Jean Taylor (* 1944), US-amerikanische Mathematikerin
- Jean Sharley Taylor (1924–2015), US-amerikanische Journalistin
- Jeannine Taylor (* 1954), US-amerikanische Schauspielerin
- Jeff Taylor (* 1943), neuseeländischer Autor
- Jeffery Taylor (* 1989), schwedisch-US-amerikanischer Basketballspieler
- Jen Taylor (* 1973), US-amerikanische Schauspielerin und Synchronsprecherin
- Jennifer Taylor (* 1972), US-amerikanische Schauspielerin
- Jeremy Taylor († 1667), Geistlicher der Church of England, Bischof von Down und Connor in Nordirland
- Jeremy Ray Taylor (* 2003), US-amerikanischer Schauspieler
- Jeri Taylor (1938–2024), US-amerikanische Drehbuchautorin und Fernsehproduzentin
- Jermain Taylor (* 1978), US-amerikanischer Boxer
- Jermaine Taylor (Fußballspieler) (* 1985), jamaikanischer Fußballspieler
- Jermaine Taylor (Basketballspieler) (* 1986), US-amerikanischer Basketballspieler
- Jessica Taylor (* 1988), britische Siebenkämpferin
- Jewel Howard-Taylor (* 1963), liberianische Politikerin
- Jill Taylor (Kostümbildnerin), US-amerikanische Kostümbildnerin
- Jill Bolte Taylor (* 1959), US-amerikanische Neurowissenschaftlerin
- Jim Taylor (Fußballspieler, 1917) (1917–2001), englischer Fußballspieler
- Jim Taylor (Fußballspieler, 1934) (1934–2017), englischer Fußballspieler
- Jim Taylor (Footballspieler) (1935–2018), US-amerikanischer Footballspieler
- Jim Taylor (Sportjournalist) (* 1937), kanadischer Sportjournalist und Autor
- Jim Taylor (Drehbuchautor) (* 1963), US-amerikanischer Drehbuchautor
- Joan Taylor (1929–2012), US-amerikanische Schauspielerin, Drehbuchautorin und Fernsehproduzentin
- Joanna Taylor (* 1978), britische Schauspielerin und Model
- Joanne Shaw Taylor (* 1985), britische Bluesrock-Gitarristin und Singer-Songwriterin
- Jock Taylor (Diplomat) (1924–2002), britischer Diplomat
- Jock Taylor (Rennfahrer) (1954–1982), britischer Motorradrennfahrer
- Jodi Taylor, britische Schriftstellerin
- Jodie Taylor (* 1986), englische Fußballspielerin
- Joe Taylor (Fußballspieler, 1850) (Joseph Taylor; 1850–1888), schottischer Fußballspieler und -funktionär
- Joe Taylor (Fußballspieler, 1874) (Joseph Taylor; 1874–1938), englischer Fußballspieler
- Joe Taylor (Fußballspieler, 1905) (Joseph Taylor; 1905–??), englischer Fußballspieler
- Joe Taylor (Fußballspieler, 1909) (Joseph Thomas Taylor; 1909–1977), englischer Fußballspieler
- Joe Taylor (Fußballspieler, 2002) (Joseph William John Taylor; * 2002), englischer Fußballspieler
- Joey Taylor (Joseph Terrence Taylor, * 1997), englisch-montserratischer Fußballspieler
- John Taylor (Bischof) (um 1503–1554), englischer Geistlicher, Bischof von Lincoln
- John Taylor (Dichter) (1578–1653), englischer Dichter
- John Taylor (Maler) (um 1585–1651), englischer Maler
- John Taylor (Okulist) (1703–1770), britischer Augenheiler
- John Taylor (Pirat), britischer Piratenkapitän
- John Taylor (Industrieller), britischer Industrieller
- John Taylor of Caroline (1753–1824), US-amerikanischer Politiker (Demokratisch-Republikanische Partei)
- John Taylor (Politiker, 1770) (1770–1832), US-amerikanischer Politiker (South Carolina)
- John Taylor (1787–1808), britische Matrosin und Soldatin, siehe Mary Anne Talbot
- John Taylor (Ingenieur) (1779–1862), britischer Bergbauingenieur
- John Taylor (Gouverneur), britischer Kolonialgouverneur
- John Taylor (Politiker, vor 1814) (vor 1814–nach 1820), US-amerikanischer Politiker (South Carolina)
- John Taylor (Mormone) (1808–1887), britisch-amerikanischer Mormone und Missionar
- John Taylor (Cricketspieler, 1819) (1819–??), englischer Cricketspieler
- John Taylor (Architekt) (1833–1912), britischer Architekt
- John Taylor (Politiker, 1836) (1836–1909), US-amerikanischer Politiker und Geschäftsmann
- John Taylor (Cricketspieler, 1849) (1849–1921), englischer Cricketspieler
- John Taylor (Cricketspieler, 1850) (1850–1924), englischer Cricketspieler
- John Taylor (1873–1900), US-amerikanischer Baseballspieler, siehe Jack Taylor (Baseballspieler, 1873)
- John Taylor (1874–1938), US-amerikanischer Baseballspieler, siehe Jack Taylor (Baseballspieler, 1874)
- John Taylor (Fußballspieler, 1874) (1874–??), walisischer Fußballspieler
- John Taylor (Rugbyspieler, 1876) (1876–1951), englischer Rugby-Union-Spieler
- John Taylor (Leichtathlet, 1882) (1882–1908), US-amerikanischer Sprinter
- John Taylor (Geistlicher, 1883) (1883–1961), britischer Geistlicher, Bischof von Sodor und Man
- John Taylor (Schwimmer) (1884–1913), britischer Schwimmer
- John Taylor (Fußballspieler, 1914) (1914–1978), englischer Fußballspieler und -trainer
- John Taylor (Regisseur) (1914–1992), britischer Filmregisseur und -produzent
- John Taylor, Baron Ingrow (1917–2002), britischer Politiker
- John Taylor (Cricketspieler, 1923) (1923–1991), englischer Cricketspieler
- John Taylor (Fußballspieler, 1924) (* 1924), englischer Fußballspieler
- John Taylor (Fußballspieler, 1926) (* 1926), englischer Fußballspieler
- John Taylor (Fußballspieler, 1928) (1928–2016), englischer Fußballspieler
- John Taylor (Schiedsrichter) (1930–2012), englischer Fußballschiedsrichter
- John Taylor (Rennfahrer, 1933) (1933–1966), britischer Automobilrennfahrer
- John Taylor (Fußballspieler, 1935) (* 1935), englischer Fußballspieler
- John Taylor (Cricketspieler, 1937) (* 1937), englischer Cricketspieler
- John Taylor, Baron Kilclooney (* 1937), britischer Politiker
- John Taylor (Fußballspieler, 1939) (1939–2016), englischer Fußballspieler
- John Taylor (Politiker, 1941) (1941–2017), britischer Politiker (Conservative Party)
- John Taylor (Rennfahrer, 1941) (* 1941), schottischer Rallycrossfahrer
- John Taylor (Rennfahrer, III), britischer Motorradrennfahrer
- John Taylor (Pianist) (1942–2015), britischer Jazzpianist
- John Taylor, Baron Taylor of Holbeach (* 1943), britischer Politiker (Conservative Party)
- John Taylor (Volleyballspieler) (* 1944), US-amerikanischer Volleyballspieler
- John Taylor (Rugbyspieler, 1945) (* 1945), walisischer Rugby-Union-Spieler
- John Taylor (Fußballspieler, 1949) (* 1949), englischer Fußballspieler
- John Taylor (Rugbyspieler, 1949) (* 1949), australischer Rugby-Union-Spieler
- John Taylor (Fußballspieler, 1949) (* 1949), englischer Fußballspieler
- John Taylor, Baron Taylor of Warwick (* 1952), britischer Politiker (Conservative Party)
- John Taylor (Footballspieler, 1962) (* 1962), US-amerikanischer American-Football-Spieler
- John Taylor (Footballspieler, 1963) (* 1963), australischer Australian-Football-Spieler
- John Taylor (Fußballspieler, 1964) (* 1964), englischer Fußballspieler
- John Taylor (Cricketspieler, 1979) (* 1979), australischer Cricketspieler
- John B. Taylor (* 1946), US-amerikanischer Ökonom und Politiker
- John Bellamy Taylor (1875–1963), US-amerikanischer Physiker
- John Bernard Taylor (1929–2016), britischer Theologe und Geistlicher, Bischof von St. Albans
- John Bryan Taylor (* 1928), britischer Physiker
- John C. Taylor (Politiker) (1890–1983), US-amerikanischer Politiker
- John C. Taylor (Physiker) (* 1930), britischer Physiker
- John C. Taylor (Erfinder), britischer Uhrmacher und Erfinder
- John Coard Taylor (1901–1946), US-amerikanischer Sprinter
- John E. Taylor (1924–2019), Generalmajor der US Air Force
- John Edward Taylor (1914–1976), US-amerikanischer Geistlicher, Bischof von Stockholm
- John Gerald Taylor (1931–2012), britischer Physiker
- John Henry Taylor (1871–1963), englischer Golfspieler
- John J. Taylor (1808–1892), US-amerikanischer Jurist und Politiker
- John L. Taylor (1805–1870), US-amerikanischer Politiker
- John Lang Taylor (1924–2002), britischer Diplomat, siehe Jock Taylor (Diplomat)
- John Lloyd Taylor (* 1982), US-amerikanischer Musiker
- John May Taylor (1838–1911), US-amerikanischer Politiker
- John P. Taylor (1904–1980), britischer Schwimmer
- John Paskin Taylor (* 1928), britischer Hockeyspieler
- John Robert Taylor (Physiker) (* 1939), britischer Physiker
- John Robert Taylor (1954–1982), britischer Motorradrennfahrer, siehe Jock Taylor (Rennfahrer)
- John Todd Taylor (1970–2006), US-amerikanischer Computeranimator
- John Vernon Taylor (1914–2001), britischer Geistlicher, Bischof von Winchester
- John W. Taylor (1784–1854), US-amerikanischer Politiker
- John W. R. Taylor (John William Ransom Taylor; 1922–1999), britischer Luftfahrtjournalist und Herausgeber
- John Wilkinson Taylor (1906–2001), US-amerikanischer Diplomat
- Johnnie Taylor (1938–2000), US-amerikanischer Soul- und R&B-Sänger
- Johnny Taylor (Cricketspieler) (John Morris Taylor; 1895–1971), australischer Cricket- und Rugby-Union-Spieler
- Johnny Taylor, Sänger und Bandleader, Leiter von Johnny Taylor et Les Strangers
- Johnny Taylor (Basketballspieler) (Johnny Antonio Taylor; * 1974), US-amerikanischer Basketballspieler
- Jon Taylor, Tontechniker
- Jonathan Taylor (Politiker) (1796–1848), US-amerikanischer Politiker
- Jonathan Taylor (Skirennläufer) (* 1943), britischer Skirennläufer
- Jonathan Taylor (Fußballspieler, 1979) (* 1979), neuseeländischer Fußballspieler
- Jonathan Taylor (Fußballspieler, 1982) (* 1982), sierra-leonischer Fußballspieler
- Jonathan Taylor (Leichtathlet) (* 1987), britischer Leichtathlet
- Jonathan Taylor (Footballspieler) (* 1999), US-amerikanischer American-Football-Spieler
- Joseph Taylor (Musiker) (1832?–1910?), britischer Volkssänger
- Joseph Taylor (Fußballspieler, 1996) (* 1996), australischer Fußballspieler
- Joseph Taylor (Fußballspieler, 1997) (Joseph Terrence Taylor; * 1997), montserratischer Fußballspieler
- Joseph D. Taylor (1830–1899), US-amerikanischer Politiker
- Joseph Hooton Taylor, Jr. (* 1941), US-amerikanischer Astrophysiker
- Joseph L. Taylor (1941–2016), US-amerikanischer Mathematiker
- Jordan Taylor (Softballspieler) (* 1988), US-amerikanischer Softballspieler
- Jordan Taylor (Basketballspieler) (* 1989), US-amerikanischer Basketballspieler
- Jordan Taylor (Rennfahrer) (* 1991), US-amerikanischer  Automobilrennfahrer
- Jordan Taylor (Footballspieler) (* 1992), US-amerikanischer American-Football-Spieler
- Josh Taylor (* 1991), schottischer Boxer
- Joyce Taylor (1937–2024), US-amerikanische Schauspielerin
- Judah Taylor (* 1998), Sprinter aus Trinidad und Tobago
- Judy Norton-Taylor (* 1958), US-amerikanische Schauspielerin
- Juel Taylor, US-amerikanischer Drehbuchautor und Filmregisseur
- Julia Taylor (* 1978), ungarische Pornodarstellerin
- Juliet Taylor, US-amerikanische Casting-Direktorin
- June Whitley Taylor (1921–2006), US-amerikanische Schauspielerin

#### K
- Kai Taylor (* 2003), australischer Schwimmer
- Kate Taylor (Musikerin) (* 1949), US-amerikanische Musikerin
- Kate Taylor (Schriftstellerin, I), britische Schriftstellerin und Kolumnistin
- Kate Taylor (Schriftstellerin, 1962) (* 1962), kanadische Schriftstellerin und Journalistin
- Kate Taylor (Fußballspielerin) (* 2003), neuseeländische Fußballspielerin
- Katie Taylor (* 1986), irische Boxerin und Fußballspielerin
- Katrin Taylor (* 1981), deutsche Musicaldarstellerin
- Katy Taylor (* 1989), US-amerikanische Eiskunstläuferin
- Kay Glasson Taylor (1893–1998), australische Schriftstellerin
- Keith Taylor (1953–2022), britischer Politiker
- Keith Weller Taylor (* 1946), US-amerikanischer Vietnam-Historiker
- Kellyn Taylor (* 1986), US-amerikanische Leichtathletin
- Ken Taylor (* 1952), deutscher Bassist
- Ken Taylor (Philosoph) (Kenneth Allen Taylor; 1954–2019), US-amerikanischer Philosoph
- Kenneth Taylor (Fußballspieler) (* 2002), niederländischer Fußballspieler
- Kenneth Douglas Taylor (1934–2015), kanadischer Diplomat
- Kenneth N. Taylor (Kenneth Nathaniel Taylor; 1917–2005), US-amerikanischer Schriftsteller und Verleger
- Kent Taylor (geb. Louis William Weiss; 1906–1987), US-amerikanischer Schauspieler
- Kenzie Taylor (* 1990), US-amerikanische Pornodarstellerin
- Kingsize Taylor (1939–2023), britischer Rock-Musiker
- Koko Taylor (1928–2009), US-amerikanische Bluessängerin
- Kressmann Taylor (1903–1996/1997), US-amerikanische Schriftstellerin

#### L
- Laini Taylor (* 1971), US-amerikanische Autorin
- Larry Taylor (Schauspieler) (1918–2003), britischer Schauspieler und Stuntman
- Larry Taylor (1942–2019), US-amerikanischer Bassist
- Lauren Taylor (* 1998), amerikanische Schauspielerin und Sängerin
- Lauren-Marie Taylor (* 1961), US-amerikanische Schauspielerin
- Laurie Taylor (Soziologe) (Laurence John Taylor; * 1935/1936), britischer Soziologe und Radiomoderator
- Laurie Taylor (Skirennläufer) (* 1996), britischer Skirennläufer
- Lawrence Taylor (* 1959), US-amerikanischer American-Football-Spieler
- Leigh Taylor-Young (* 1945), US-amerikanische Schauspielerin
- Leighton R. Taylor, US-amerikanischer Zoologe
- Leon Taylor (Wasserspringer) (* 1977), britischer Turmspringer
- Leon Taylor (Sänger) (* 1983), deutscher Sänger
- Leon R. Taylor (1883–1924), US-amerikanischer Politiker
- Leonie Taylor (1870–1936), US-amerikanische Bogenschützin
- Lewis Taylor, britischer Musiker
- Lili Taylor (* 1967), US-amerikanische Schauspielerin
- Lily Taylor (* 1996), englische Squashspielerin
- Lily Taylor (Tennisspielerin) (* 2006), australische Tennisspielerin
- Lily Ross Taylor (1886–1969), US-amerikanische Philologin und Historikerin
- Lindsay Taylor (Basketballspielerin) (* 1981), US-amerikanische Basketballspielerin
- Lindsay Taylor (Fußballspielerin) (* 1989), US-amerikanische Fußballspielerin
- Lionel Taylor (* 1984), samoanischer Fußballspieler
- Little Johnny Taylor (1943–2002), US-amerikanischer Blues- und Soul-Sänger
- Livingston Taylor (* 1950), US-amerikanischer Rockmusiker
- Louis Taylor, Sr., US-amerikanischer Jazz-Saxophonist
- Louis Taylor, Jr., US-amerikanischer Jazz-Saxophonist
- Louis Taylor III (* 1983), Tennisspieler der Amerikanischen Jungferninseln
- Louis Denison Taylor (1857–1946), kanadischer Journalist, Verleger und Politiker
- Lucien Castaing-Taylor (* 1966), britischer Anthropologe und Videokünstler
- Lucy Hobbs Taylor (1833–1910), US-amerikanische Zahnärztin
- Lyle Taylor (* 1990), Fußballspieler für Montserrat
- Lynette Howell Taylor (* 1979), Filmproduzentin

#### M
- Mabel Taylor, US-amerikanische Bogenschützin
- MacDonald Taylor (Fußballspieler, 1957) (* 1957), US-amerikanischer Fußballspieler
- MacDonald Taylor (Fußballspieler, 1992) (* 1992), US-amerikanischer Fußballspieler
- Maddie Taylor (* 1966), US-amerikanische Synchronsprecherin
- Madeleine Taylor-Quinn (* 1951), irische Politikerin (Fine Gael)
- Maik Taylor (* 1971), nordirisch-deutscher Fußballspieler
- Major Taylor (1878–1932), US-amerikanischer Radrennfahrer
- Marcus Taylor (* 1981), US-amerikanischer Basketballspieler
- Margaret Taylor (1788–1852), US-amerikanische First Lady
- Margaret Taylor (Badminton) (* 1912), kanadische Badmintonspielerin
- Marjorie Taylor Greene (* 1974), US-amerikanische Politikerin
- Maria Taylor (* 1976), US-amerikanische Singer-Songwriterin und Multi-Instrumentalistin
- Marie Hansen-Taylor (1829–1925), deutsch-amerikanische Übersetzerin und Schriftstellerin
- Marie Taylor (1911–1990), US-amerikanische Botanikerin und Hochschullehrerin
- Mark Taylor (Spielzeugdesigner) (1941–2021), US-amerikanischer Spielzeugdesigner
- Mark Taylor (Eishockeyspieler) (* 1958), kanadischer Eishockeyspieler und -trainer
- Mark Taylor (Schwimmer) (* 1960), britischer Schwimmer
- Mark Taylor (Waldhornist) (* 1961), US-amerikanischer Jazzmusiker, Komponist und Produzent
- Mark Taylor (Schlagzeuger) (* 1962), britischer Jazz-Schlagzeuger
- Mark Taylor (Cricketspieler) (* 1964), australischer Cricketspieler
- Mark Taylor (Tontechniker) (* 1966), englischer Filmtontechniker
- Mark Taylor (Rugbyspieler) (* 1973), walisischer Rugbyspieler
- Mark Taylor (Rennfahrer) (* 1977), britischer Rennfahrer
- Mark Taylor (Schauspieler) (* 1977), kanadischer Schauspieler
- Mark Taylor (Produzent), britischer Musikproduzent und Songschreiber
- Mark Taylor (Snookerspieler), englischer Snookerspieler
- Mark C. Taylor (* 1945), US-amerikanischer Religionsphilosoph
- Mark F. Taylor (* 1957), US-amerikanischer Politiker
- Mark L. Taylor (* 1950), US-amerikanischer Schauspieler
- Mark P. Taylor (* 1958), britischer Ökonom
- Mark Owen-Taylor, australischer Schauspieler
- Martin Taylor (Gitarrist) (* 1956), britischer Jazzgitarrist
- Martin Taylor (Fußballspieler, 1966) (* 1966), englischer Fußballspieler
- Martin Taylor (Fußballspieler, 1979) (* 1979), englischer Fußballspieler
- Martin J. Taylor (* 1952), britischer Mathematiker
- Mary Taylor (* 1966), US-amerikanische Politikerin
- Mary Taylor (Frauenrechtlerin) (1817–1893), englisch-britische Geschäftsfrau und Frauenrechtlerin
- Matt Taylor (Musiker) (* 1948), australischer Musiker
- Matt Taylor (Kanute) (* 1970), US-amerikanischer Kanute
- Matt Taylor (Meteorologe) (* 1976), britischer Meteorologe
- Matt Taylor (Fußballspieler, 1982) (* 1982), englischer Fußballspieler und -trainer
- Matt Taylor (Fußballspieler, 1990) (* 1990), englischer Fußballspieler
- Matthew Taylor (Politiker, 1960) (* 1960), britischer Politiker (Labour Party)
- Matthew Taylor, Baron Taylor of Goss Moor (* 1963), britischer Politiker
- Matthew Taylor (Komponist) (* 1964), englischer Komponist
- Matthew Taylor (Fußballspieler, Oktober 1981) (* 1981), US-amerikanischer Fußballspieler
- Matthew Taylor (Fußballspieler, November 1981) (* 1981), englischer Fußballspieler und -trainer
- Matthew William Taylor (* 1966), US-amerikanische Synchronsprecherin, siehe Maddie Taylor
- Maurice Taylor (1926–2023), britischer Geistlicher, Bischof von Galloway
- Maurice Taylor (Basketballspieler) (* 1976), US-amerikanischer Basketballspieler
- Maxwell D. Taylor (1901–1987), US-amerikanischer General
- Megan Taylor (1920–1993), britische Eiskunstläuferin
- Mel Taylor († 1996), US-amerikanischer Schlagzeuger der Band The Ventures
- Meldrick Taylor (* 1966), US-amerikanischer Boxer
- Melinda Gainsford-Taylor (* 1971), australische Leichtathletin
- Melvin Taylor (* 1959), US-amerikanischer Gitarrist
- Mensah Taylor (* 1980), US-amerikanischer Basketballspieler
- Mervyn Taylor (1931–2021), irischer Politiker
- Meshach Taylor (1947–2014), US-amerikanischer Schauspieler
- Michael Taylor (Rennfahrer, 1934) (1934–2017), britischer Automobilrennfahrer
- Michael Taylor (Maler) (* 1952), britischer Maler
- Michael Taylor (Produzent, I), US-amerikanischer Filmproduzent und Manager
- Michael Taylor (Rennfahrer, 1965) (* 1965), kanadischer Motorradrennfahrer
- Michael Taylor (Klimaforscher), jamaikanischer Physiker und Klimaforscher
- Michael Taylor (Filmeditor), US-amerikanischer Filmeditor
- Michael Taylor (Produzent, II), US-amerikanischer Filmproduzent und Drehbuchautor
- Michael D. Taylor (Mathematiker) (Michael Dee Taylor; * 1940), US-amerikanischer Mathematiker
- Michael D. Taylor (Mediziner), kanadischer Pädiater und Neurochirurg
- Michael D. Taylor (Schriftsteller), Schriftsteller
- Michael E. Taylor (* 1946), US-amerikanischer Mathematiker
- Michael R. Taylor (* 1949), US-amerikanischer Regierungsbeamter
- Mick Taylor (* 1949), britischer Rockgitarrist
- Mike Taylor (Musiker) (1938–1969), britischer Pianist und Komponist
- Mike Taylor (Footballspieler, 1945) (* 1945), US-amerikanischer American-Football-Spieler
- Mike Taylor (Footballspieler, 1949) (* 1949), US-amerikanischer American-Football-Spieler
- Mike Taylor (Eishockeyspieler, 1971) (* 1971), kanadischer Eishockeyspieler
- Mike Taylor (Basketballtrainer) (* 1972), US-amerikanischer Basketballtrainer
- Mike Taylor (Basketballspieler) (* 1986), US-amerikanischer Basketballspieler
- Mike Taylor (Eishockeyspieler, 1986) (* 1986), US-amerikanischer Eishockeyspieler
- Mike Taylor (Footballspieler, 1989) (* 1989), US-amerikanischer American-Football-Spieler
- Mike P. Taylor (* 1968), britischer Paläontologe
- Mildred D. Taylor (* 1943), US-amerikanischer Autorin
- Miles Taylor (1805–1873), US-amerikanischer Politiker
- Molly Taylor (* 1988), australische Rallyefahrerin
- Montana Taylor (1903–1954), US-amerikanischer Blues-Musiker
- Morgan Taylor (1903–1975), US-amerikanischer Leichtathlet
- Morrison Taylor, barbadischer Fußballtorhüter
- Moses Taylor (1806–1882), US-amerikanischer Banker
- Moulton Taylor (1912–1995), US-amerikanischer Flugzeugingenieur
- Murray Taylor (* 1956), neuseeländischer Rugby-Union-Spieler
- Mya Taylor (* 1991), US-amerikanische Schauspielerin und Sängerin
- Myra Taylor (1917–2011), US-amerikanischer Jazzsängerin und Songwriterin
- Myron Charles Taylor (1874–1959), US-amerikanischer Unternehmer und Diplomat

#### N
- Nancy Taylor Rosenberg (1946–2017), US-amerikanische Schriftstellerin
- Nathaniel Green Taylor (1819–1887), US-amerikanischer Politiker
- Nathaniel William Taylor (1786–1858), US-amerikanischer protestantischer Theologe
- Neil Taylor (* 1989), walisischer Fußballspieler
- Nelson Taylor (1821–1894), US-amerikanischer Politiker
- Newman Taylor Baker (* 1943), US-amerikanischer Jazz-Schlagzeuger
- Nic Taylor-Greaves (* 1991), Fußballspieler für Montserrat
- Nick Taylor (Squashspieler) (* 1971), englischer Squashspieler
- Nick Taylor (Rollstuhltennisspieler) (* 1979), US-amerikanischer Rollstuhltennisspieler
- Nick Taylor (Golfspieler) (* 1988), kanadischer Golfspieler
- Nick Taylor (Fußballspieler) (* 1998), US-amerikanisch-kambodschanischer Fußballspieler
- Nigel John Taylor (* 1960), britischer Musiker, siehe John Taylor (Bassist)
- Nigel Paul Taylor (* 1956), britischer Botaniker
- Nikki Taylor (* 1995), US-amerikanische Volleyballspielerin
- Noah Taylor (* 1969), australischer Filmschauspieler
- Norman Taylor (Botaniker) (1883–1967), US-amerikanischer Botaniker
- Norman Taylor (Ruderer) (1899–1980), kanadischer Ruderer

#### O
- Oliver Taylor (* 1938), australischer Boxer
- Oliver Taylor (Fußballspieler), walisischer Fußballspieler
- Oneil Taylor (* 1980), Fußballspieler für die Cayman Islands
- Orville Taylor (* 1970), jamaikanischer Sprinter
- Otis Taylor (Footballspieler) (1942–2023), US-amerikanischer American-Football-Spieler
- Otis Taylor (* 1948), US-amerikanischer Bluesmusiker
- Owain Taylor (* 1996), walisischer Squashspieler

#### P
- Palmer Taylor (* 1992), kanadische Snowboarderin
- Paul Taylor (Choreograf) (1930–2018), US-amerikanischer Choreograf
- Paul Taylor (Fußballspieler, 1949) (* 1949), englischer Fußballspieler
- Paul Taylor (Musiker) (* 1958), australischer Erzähler und Musiker
- Paul Taylor (Rugbyspieler) (* 1959), australischer Rugby-League-Spieler
- Paul Taylor (Saxophonist) (* 1960), US-amerikanischer Jazz-Saxophonist
- Paul Taylor (Gitarrist) (* 1960), US-amerikanischer Rock-Gitarrist
- Paul Taylor (Kunsthistoriker) (* 1963), britischer Kunsthistoriker
- Paul Taylor (Fußballspieler, 1966) (* 1966), schottischer Fußballspieler
- Paul Taylor (Leichtathlet), britischer Leichtathlet
- Paul Taylor (Komiker) (* 1986), britischer Komiker
- Paul Taylor (Fußballspieler, 1987) (* 1987), englischer Fußballspieler
- Paul Schuster Taylor (1895–1984), US-amerikanischer Sozialwissenschaftler
- Paula Taylor (* 1983), britisch-thailändische Schauspielerin und VJ
- Penina Taylor, Leiterin des Shomrei Emet-Instituts und Gründerin der Torah Life Strategies
- Penny Taylor (* 1981), australische Basketballspielerin
- Peter Taylor (Autor) (1917–1994), US-amerikanischer Schriftsteller
- Peter Taylor (Filmeditor) (1922–1997), US-amerikanischer Filmeditor
- Peter Taylor (Botaniker) (1926–2011), britischer Botaniker
- Peter Taylor (Fußballspieler, 1928) (Peter Thomas Taylor; 1928–1990), englischer Fußballspieler und -trainer
- Peter Taylor (Fußballspieler, 1953) (Peter John Taylor; * 1953), englischer Fußballspieler und -trainer
- Peter Taylor (Ruderer) (* 1984), neuseeländischer Ruderer
- Peter James Taylor (* 1944), britischer Geograph
- Peter John Taylor (* 1963), südafrikanischer Mammaloge
- Peter Kirwan-Taylor (1930–2014), britischer Automobildesigner, Skirennläufer und Bankier
- Peter Murray Taylor, Baron Taylor of Gosforth (1930–1997), britischer Richter
- Phil Taylor (Fußballspieler) (1917–2012), englischer Fußballspieler und -trainer
- Phil Taylor (Musiker) (1954–2015), englischer Schlagzeuger
- Phil Taylor (Dartspieler) (* 1960), englischer Dartspieler
- Phil Taylor (Footballspieler) (* 1988), US-amerikanischer American-Football-Spieler
- Philip Taylor (1786–1870), englischer Ingenieur und Unternehmer
- Philip Taylor (Leichtathlet) (* 1985), britischer Sprinter
- Phoebe Atwood Taylor (1909–1976), US-amerikanische Schriftstellerin
- Pip Taylor (* 1980), australische Triathletin

#### Q
- Quincy Taylor (* 1963), US-amerikanischer Boxer

#### R
- R. Dean Taylor (1939–2022), kanadischer Sänger, Songschreiber und Produzent
- Rachael Taylor (Ruderin)  (* 1976), australische Ruderin
- Rachael Taylor (Schauspielerin) (* 1984), australische Schauspielerin
- Ralph Emeric Kashope Taylor-Smith (1924–1986), sierra-leonischer Diplomat
- Raynor Taylor (1747–1825), britischer Komponist, Organist und Musikpädagoge
- Rebecca Taylor (* 1975), britische Politikerin
- Rebecca Lucy Taylor, eigentlicher Name von Self Esteem (Musikerin) (* 1986), britische Sängerin
- Recy Taylor (1919–2017), US-amerikanische Bürgerrechtlerin
- Reese H. Taylor Jr. (1928–2010), US-amerikanischer Anwalt und Regierungsbediensteter
- Regina Taylor (* 1960), US-amerikanische Schauspielerin
- Reid Taylor, US-amerikanischer Jazzmusiker
- Renée Taylor (* 1933), US-amerikanische Schauspielerin
- Rhys Taylor (* 1990), walisischer Fußballtorhüter
- Richard Taylor (Herausgeber) (1781–1858), britischer Naturforscher und Verleger
- Richard Taylor (Missionar) (1805–1873), britisch-neuseeländischer Missionar
- Richard Taylor (General, 1819) (1819–1904), britischer General
- Richard Taylor (General) (1826–1879), US-amerikanischer Politiker und General
- Richard Taylor (Kupferstecher) (1830–1915), britischer Kupferstecher und Dekorzeichner in der Steingutfabrik Witteburg bei Bremen
- Richard Taylor (Gemeindevorsteher) (1868–1953), deutscher Gemeindevorsteher in Farge
- Richard Taylor (Philosoph) (1919–2003), US-amerikanischer Philosoph
- Richard Taylor (Politiker) (1934–2024), englischer Arzt und Politiker
- Richard Taylor (Filmhistoriker) (* 1946), englischer Filmhistoriker
- Richard Taylor (Mathematiker) (* 1962), britischer Mathematiker
- Richard Taylor (Spezialeffektkünstler) (* 1965), neuseeländischer Filmdesigner
- Richard Taylor (Tennisspieler) (* 1968), barbadischer Tennisspieler
- Richard Taylor (Fußballspieler, 2000) (* 2000), englischer Fußballspieler
- Richard C. Taylor (* 1950), US-amerikanischer Philosophiehistoriker
- Richard Edward Taylor (1929–2018), kanadischer Physiker
- Ricky Taylor (* 1989), US-amerikanischer Automobilrennfahrer
- Rip Taylor (1931–2019), US-amerikanischer Schauspieler und Entertainer
- Robert Taylor (Architekt) (1714–1788), britischer Architekt
- Robert Taylor (Biologe), US-amerikanischer Biologe
- Robert Taylor (Politiker) (1763–1845), US-amerikanischer Politiker (Virginia)
- Robert Taylor (Schauspieler, 1911) (1911–1969), US-amerikanischer Schauspieler
- Robert Taylor (Animator), US-amerikanischer Trickfilmzeichner und -regisseur
- Robert Taylor (Tänzer), englischer Tanzsportler
- Robert Taylor (Leichtathlet, 1948) (1948–2007), US-amerikanischer Sprinter
- Robert Taylor (Leichtathlet, 1953) (* 1953), US-amerikanischer Sprinter
- Robert Taylor (Schauspieler, 1963) (* 1963), australischer Schauspieler
- Robert Taylor (Toningenieur) († 2006), indischer Toningenieur und Sounddesigner
- Robert Taylor (Fußballspieler, 1971) (* 1971), englischer Fußballspieler und -trainer
- Robert Taylor (Fußballspieler, 1994) (* 1994), finnisch-englischer Fußballspieler
- Robert Taylor (Rennfahrer), US-amerikanischer Endurosportler
- Robert Lewis Taylor (1912–1998), US-amerikanischer Schriftsteller
- Robert Love Taylor (1850–1912), US-amerikanischer Politiker
- Robert R. Taylor (Robert Ross Taylor; 1940–2013), kanadischer Fotograf
- Robert Robinson Taylor (1868–1942), US-amerikanischer Architekt
- Robert W. Taylor (1932–2017), US-amerikanischer Informatiker
- Roberta Taylor (1948–2024), britische Schauspielerin
- Robin Lord Taylor (* 1978), US-amerikanischer Schauspieler
- Robin Sowden-Taylor (* 1982), walisischer Rugbyspieler
- Rocky Taylor (* 1945), britischer Stuntman und Schauspieler
- Rod Taylor (1930–2015), australischer Schauspieler
- Roger Taylor (Autor) (1938–2023), britischer Schriftsteller
- Roger Taylor (Tennisspieler) (* 1941), englischer Tennisspieler
- Roger Taylor (Schlagzeuger, 1949), britischer Schlagzeuger (Queen)
- Roger Taylor (Schlagzeuger, 1960), britischer Schlagzeuger (Duran Duran)
- Roland Taylor (1946–2017), US-amerikanischer Basketballspieler
- Ron Taylor (Unterwasserkameramann) (1934–2012), amerikanischer Unterwasserkameramann und Autor
- Ron Taylor (Baseballspieler) (* 1937), kanadischer Baseballspieler
- Ron Taylor (Schauspieler) (1952–2002), amerikanischer Schauspieler
- Ronald Taylor (Matrose) (1918–1942), australischer Obermatrose und Kriegsheld
- Ronald Taylor (Germanist) (1924–2012), britischer Germanist
- Ronald Taylor (Boxer), australischer Boxer
- Ronald Taylor, bekannt als Ronnie Taylor (1924–2018), britischer Kameramann
- Ronald Taylor, bekannt als Tiny Ron (1947–2019), US-amerikanischer Schauspieler und Basketballspieler
- Rosie Frater-Taylor, britische Jazzmusikerin
- Ross Taylor (Cricketspieler) (* 1984), neuseeländischer Cricketspieler
- Ross Taylor (Eishockeyspieler) (1902–1984), kanadischer Eishockeyspieler
- Ross Taylor (Tontechniker) (1923–2007), US-amerikanischer Tontechniker
- Rowan Taylor (* 1984), Fußballspieler für Montserrat
- Roy Taylor (Tennisspieler) (1883–1934), australischer Tennisspieler
- Roy Taylor (Fußballspieler, 1933) (1933–2013), englischer Fußballspieler
- Roy Taylor (Fußballspieler, 1956) (* 1956), englischer Fußballspieler
- Roy A. Taylor (1910–1995), US-amerikanischer Politiker
- J. Roy Taylor (* 1949), britischer Physiker
- Rufus Taylor (* 1991), britischer Schlagzeuger
- Russi Taylor (1944–2019), US-amerikanische Synchronsprecherin
- Ryan Taylor (Politiker) (* 1970), US-amerikanischer Politiker
- Ryan Taylor (Sportschütze) (Ryan Grant Taylor; * 1980), neuseeländischer Sportschütze
- Ryan Taylor (Fußballspieler, 1984) (Ryan Anthony Taylor; * 1984), englischer Fußballspieler
- Ryan Taylor (Wrestler) (Russell Gene Taylor; * 1987), US-amerikanischer Wrestler
- Ryan Taylor (Footballspieler) (* 1987), US-amerikanischer American-Football-Spieler
- Ryan Taylor (Fußballspieler, 1988) (Ryan David Taylor; * 1988), englischer Fußballspieler
- Ryan Taylor (Model) (* 1990), kanadisches Model
- Ryan Taylor (Fußballspieler, 1990) (* 1990), US-amerikanischer Fußballspieler

#### S
- Sam Taylor (Fußballspieler, 1893) (1893–1973), englischer Fußballspieler
- Sam Taylor (Regisseur) (1895–1958), US-amerikanischer Filmregisseur, Drehbuchautor und Produzent
- Sam Taylor (Fußballspieler, 1902) (1902–1975), englischer Fußballspieler
- Sam Taylor (Jazzmusiker) (1916–1990), US-amerikanischer Jazz- und Bluesmusiker
- Sam Taylor (Bluesmusiker) (Bluzman; 1934–2009), US-amerikanischer Bluesmusiker
- Sam Taylor-Johnson (geb. Samantha Taylor; * 1967), britische Regisseurin
- Sam Taylor (Autor) (* 1970), britischer Autor
- Samantha Taylor (Moderatorin) (* 1958), kanadische Fernsehmoderatorin
- Samantha Taylor (Reiterin) (* 1983), kanadische Reiterin
- Samuel Taylor (Stenograf) (1749–1811), britischer Stenograf
- Samuel Coleridge-Taylor (1875–1912), englischer Komponist
- Samuel A. Taylor (1912–2000), US-amerikanischer Schriftsteller und Drehbuchautor
- Samuel M. Taylor (1852–1921), US-amerikanischer Politiker
- Samuel McIntire Taylor (1856–1916), US-amerikanischer Politiker
- Sammy Taylor (Fußballspieler) (1893–1973), englischer Fußballspieler
- Sammy Taylor (Baseballspieler) (1933–2019), US-amerikanischer Baseballspieler
- Sandra Taylor (* 1966), US-amerikanisches Model und Schauspielerin
- Sarah Taylor (Hockeyspielerin) (* 1981), australische Hockeyspielerin
- Sarah Taylor (Tennisspielerin) (* 1981), US-amerikanische Tennisspielerin
- Sarah Taylor (Cricketspielerin) (* 1989), englische Cricketspielerin
- Sarah Knox Taylor (1814–1835), US-amerikanische Ehefrau von Jefferson Davis
- Sarah Stewart Taylor (* 1971), US-amerikanische Journalistin und Schriftstellerin
- Scott Taylor (Fußballspieler, 1970) (Scott Dean Taylor; * 1970), englischer Fußballspieler
- Scott Taylor (Fußballspieler, 1976) (Scott James Taylor; * 1976), englischer Fußballspieler
- Scott Taylor (Politiker) (Scott William Taylor; * 1979), US-amerikanischer Politiker
- Scott Taylor (Dartspieler) (* 1991), englischer Dartspieler
- Scott Taylor (Rugbyspieler) (* 1991), englischer Rugby-League-Spieler
- Scout Taylor-Compton (* 1989), US-amerikanische Schauspielerin
- Sean Taylor (1983–2007), US-amerikanischer American-Football-Spieler
- Shane Taylor (* 1974), britischer Schauspieler
- Sharon Taylor (Bergläuferin) (* 1979), britische Bergläuferin
- Sharon Taylor (Schauspielerin), US-amerikanische Schauspielerin
- Sharon Taylor (Schauspielerin, 1981) (* 1981), kanadische Schauspielerin
- Sharon Taylor (Sportgymnastin), britische Gymnastin in der Rhythmischen Sportgymnastik
- Shaw Taylor († 2015), britischer Fernsehmoderator und Schauspieler
- Shelley E. Taylor (* 1946), US-amerikanische Psychologin
- Silas Taylor (1624–1678), Historiker und Antiquar
- Simon Taylor (Schriftsteller) (* 1950), schottischer Schriftsteller
- Simon Taylor (Rugbyspieler) (* 1979), schottischer Rugby-Union-Spieler
- Stafanie Taylor (* 1991), west-indische Cricketspielerin
- Stan Taylor (* 1937), britischer Mittelstreckenläufer
- Stephen Taylor, Baron Taylor (1910–1988), britischer Arzt und Politiker
- Stephen Taylor (Wirtschaftswissenschaftler) (Stephen J. Taylor; * 1954), britischer Wirtschaftswissenschaftler
- Stephen Taylor (Schauspieler), US-amerikanischer Schauspieler
- Stephen S. Taylor, britischer Zellbiologe
- Steven Taylor (Politiker) (* um 1955), US-amerikanischer Politiker
- Steven Taylor (Cricketspieler, 1963) (* 1963), englischer Cricketspieler
- Steven Taylor (Schauspieler), Schauspieler
- Steven Taylor (Leichtathlet), britischer Leichtathlet
- Steven Taylor (Fußballspieler) (* 1986), englischer Fußballspieler
- Steven Taylor (Cricketspieler, 1993) (* 1993), US-amerikanischer Cricketspieler
- Steven R. Taylor, Geologe
- Steven W. Taylor (* 1949), US-amerikanischer Jurist und Richter
- Stuart Taylor (* 1980), englischer Fußballtorwart
- Sue Taylor, australische Filmproduzentin
- Sunaura Taylor (* 1982), US-amerikanische Künstlerin und Aktivistin
- Susan Taylor († 2013), britische Extremsportlerin und Philanthropin
- Susie Taylor (1848–1912), afroamerikanische Krankenschwester, Autorin und Lehrerin
- Sydney Taylor (* 1904 als Sarah Brenner; † 1978), US-amerikanische Kinderbuchautorin

#### T
- Talus Taylor (1929–2015), US-amerikanischer Kinderbuchautor und Zeichner
- Tamara Taylor (* 1970), kanadische Schauspielerin
- Tate Taylor (* 1969), US-amerikanischer Regisseur, Drehbuchautor, Produzent und Schauspieler
- Ted Taylor (1887–1956), englischer Fußballtorhüter
- Teyana Taylor (* 1990), US-amerikanische Sängerin, Songwriterin, Schauspielerin, Tänzerin, Choreografin, Regisseurin und Model
- Telford Taylor (1908–1998), US-amerikanischer Jurist, Historiker und Politikwissenschaftler
- Theodore B. Taylor (1925–2004), US-amerikanischer Physiker
- Thomas Taylor (Schriftsteller) (1758–1835), englischer Schriftsteller und Übersetzer
- Thomas Taylor (Botaniker) (1775–1848), britischer Botaniker
- Thomas Taylor (Historiker) (1858–1938), britischer Historiker
- Thomas Taylor (Fußballspieler) (1880–1945), kanadischer Fußballspieler
- Thomas Taylor, Baron Taylor of Blackburn (1929–2016), britischer Politiker (Labour Party)
- Thomas Taylor, Baron Taylor of Gryfe (1912–2001), schottischer Politiker
- Thomas Griffith Taylor (1880–1963), australischer Geologe, Geograph, Anthropologe und Polarforscher
- Tiffany Taylor (* 1977), US-amerikanisches Model
- Tim Taylor (Eishockeyspieler, 1942) (1942–2013), US-amerikanischer Eishockeyspieler und -trainer
- Tim Taylor (Eishockeyspieler, 1969) (* 1969), kanadischer Eishockeyspieler
- Tim Taylor (Rapper) (* 1981), deutscher Rapper
- Tim Brooke-Taylor (1940–2020), englischer Comedian, Autor, Schauspieler
- Timothy Taylor (Schachspieler) (* 1953), US-amerikanischer Schachspieler
- Timothy Taylor (Archäologe) (* 1960), britischer Archäologe
- Timothy Taylor (Ökonom) (* 1960), US-amerikanischer Ökonom
- Timothy Taylor (Schriftsteller) (* 1963), kanadischer Jurist und Schriftsteller
- Tom Taylor (Dramatiker) (1817–1880), englischer Dramatiker und Journalist
- Tom Taylor (Rugbyspieler) (* 1989), neuseeländischer Rugbyspieler
- Tom Taylor (Schauspieler) (* 2001), britischer Schauspieler
- Tommy Taylor (1932–1958), englischer Fußballspieler
- Tony Taylor (1917–1972), australischer Vulkanologe
- Tot Taylor, britischer Songwriter, Musiker, Komponist, Musikproduzent, Arrangeur, Autor und Galerist
- Trent Taylor (* 1994), US-amerikanischer American-Football-Spieler
- Trevor Taylor (1936–2010), britischer Automobilrennfahrer
- Trevor Taylor (Politikwissenschaftler) (* 1946), britischer Politikwissenschaftler
- Trevor Taylor (Musikproduzent) (* 1947), britischer Unternehmer, Musikproduzent und Improvisationsmusiker
- Trevor Taylor (Tischtennisspieler) (* um 1952), englischer Tischtennisspieler
- Trevor Taylor (Sänger) (1954–2008), jamaikanischer Sänger
- Trevor Taylor (Schiedsrichter) (* 1974), barbadischer Fußballschiedsrichter
- Tut Taylor († 2015), US-amerikanischer Musiker
- Tyrod Taylor (* 1989), US-amerikanischer American-Football-Spieler

#### U
- Uz Taylor, Fußballspieler für Trinidad & Tobago

#### V
- Van Taylor (* 1972), amerikanischer Politiker
- Valerie Taylor (Schauspielerin) (1902–1988), englische Schauspielerin
- Valerie Taylor (Taucherin) (* 1935), australische Taucherin
- Valerie Taylor (Informatikerin) (* 1963), US-amerikanische Informatikerin
- Vanessa Taylor (* 1970), US-amerikanische Drehbuchautorin und Fernsehproduzentin
- Vaughn Taylor (Schauspieler) (1910–1983), US-amerikanischer Schauspieler
- Vaughn Taylor (Golfspieler) (* 1976), US-amerikanischer Golfspieler
- Vern Taylor, kanadischer Eiskunstläufer
- Vernon Taylor (* 1937), US-amerikanischer Rockabilly-Sänger
- Vince Taylor (1939–1991), britischer Rock’n'Roll-Sänger
- Vincent A. Taylor (1845–1922), US-amerikanischer Politiker

#### W
- W. Allen Taylor (* 1953), US-amerikanischer Filmschauspieler und Jazzsänger
- Waller Taylor (1779–1826), US-amerikanischer Politiker
- Walter P. Taylor (1888–1972), US-amerikanischer Biologe, Ökologe, Mammaloge und Politiker
- Warwick Taylor (* 1960), neuseeländischer Rugby-Union-Spieler
- Wayne Taylor (* 1956), südafrikanischer Autorennfahrer
- William Taylor (Verleger), englischer Verleger
- William Taylor (Schriftsteller, 1765) (1765–1836), britischer Schriftsteller, Essayist und Kritiker
- William Taylor (Politiker, 1788) (1788–1846), US-amerikanischer Politiker (Virginia)
- William Taylor (Politiker, 1791) (1791–1865), US-amerikanischer Politiker (New York)
- William Taylor (Bischof) (1821–1902), US-amerikanischer Geistlicher, Bischof der Bischöflichen Methodistenkirche
- William Taylor (Mediziner) (1871–1933), britischer Chirurg
- William Taylor (Rennfahrer) (1871–1933), US-amerikanischer Automobilrennfahrer
- William Taylor (Schriftsteller, 1938) (* 1938), neuseeländischer Schriftsteller
- William Taylor (Boxer) (1952–2022), britischer Boxer
- William Taylour Thomson (1813–1883), britischer Diplomat
- William B. Taylor junior (* 1947), US-amerikanischer Diplomat
- William D. Taylor (* um 1970), US-amerikanischer Generalmajor
- William Desmond Taylor (1872–1922), US-amerikanischer Filmregisseur und Schauspieler
- William Ewart Taylor (1927–1994), kanadischer Archäologe
- William Hodge Taylor (1904–1983), britischer Kristallograph
- William P. Taylor (1791–1863), US-amerikanischer Politiker
- William R. Taylor (1820–1909), US-amerikanischer Politiker
- William Ralph Taylor (1919–2004), US-amerikanischer Fischkundler
- William Randolph Taylor (1895–1990), US-amerikanischer Botaniker
- William S. Taylor (1853–1928), US-amerikanischer Politiker
- Willie Taylor (1869–1948), schottischer Fußballspieler

#### Z
- Zac Taylor (* 1983), US-amerikanischer American-Football-Spieler und -Trainer
- Zachary Taylor (Geistlicher) (1653–1705), englischer Geistlicher
- Zachary Taylor (1784–1850), US-amerikanischer General und Politiker, Präsident 1849 bis 1850
- Zachary Taylor (Politiker, 1849) (1849–1921), US-amerikanischer Politiker (Tennessee)
- Zara Taylor (* 1983), kanadische Singer-Songwriterin und Schauspielerin
- Zoë Taylor (* 1995), US-amerikanische Telemarker
- Zola Taylor (1938–2007), US-amerikanische Sängerin

### Fiktive Figuren
- Kelly Taylor, Protagonistin der US-amerikanischen Fernsehserie Beverly Hills, 90210
- Tim Taylor, Protagonist der US-amerikanischen Fernsehserie Hör mal, wer da hämmert